# ناکانو کورپوریشن
ناکانو کورپوریشن (انگلیسی: Nakano Corporation) شرکت ساخت‌وساز ژاپنی است، که در سال ۱۹۳۳ تأسیس شد.